# Henry Strachey (explorateur)
Pour les articles homonymes, voir Henry Strachey.
Henry Strachey (1816-1912) est un officier britannique, principalement connu pour ses voyages d'exploration au Tibet au cours des années 1840. Il est le petit-fils du fonctionnaire et homme politique Henry Strachey.

## Biographie
En 1846, alors qu'il est lieutenant au 66e régiment d'infanterie du Bengale, il étudie les environs des lacs Manasarovar et Rakshastal, au Tibet. Il identifie un chenal reliant les deux lacs, ce qui lui permet de déterminer que le lac Manasarovar, et non le Rakshastal, est la source de la rivière Sutlej. Son frère Richard, conjointement avec J. E. Winterbottom, poursuit l'exploration de ces lacs en 1848. 
En 1847, Strachey est nommé à une commission du Jammu-et-Cachemire, conduite par Alexander Cunningham (le troisième membre de la commission étant le botaniste Thomas Thomson) devant établir la frontière avec le Tibet et le Ladakh. Les forces du maharaja de Jammu-et-Cachemire Gulab Singh ayant annexé le Ladakh et envahi le Tibet en 1841, les Britanniques jugeaient importants de formaliser la frontière de façon à prévenir de futurs conflits. Néanmoins, les autorités tibétaines refusent de participer au travail de la commission et n'autorisent pas cette dernière à entrer sur leur territoire. Basée au Ladakh, la commission dessina le tracé d'une frontière avant de se retirer. En 1848, Strachey est le premier Européen à accéder au glacier de Siachen et en fait l'ascension sur environ trois kilomètres. 
En 1849, Henry et Richard Strachey entrent brièvement au Tibet à partir du Garhwal, par le col de Niti. Ils passent notamment par le village de Hanle et le monastère de Tholing. 
Les rapports tirés de ses explorations au Tibet lui valent la médaille du bienfaiteur de la Royal Geographical Society en 1852.

## Œuvres
- "Narration of a Journey to Cho Lagan, (Rakas Tal), Cho Mapan (Manasarowar), and the valley of Pruang in Gnari, Hundes, in September and October 1846", The Journal of the Asiatic Society of Bengal, vol. 17, 1848, pp. 98–120, 127–182, 327–351.
- "Physical Geography of Western Tibet", Journal of the Royal Geographical Society 23, 1853.